# Mujeres Extraordinarias
Mujeres Extraordinarias è un documentario del 2009 scritto e diretto da Yildalina Tatem Brache, che cerca di catturare la vita di sei donne influenti nella Repubblica Dominicana.

## Trama
Le donne si esprimono con franchezza riguardo alle difficoltà che hanno dovuto superare, il loro presente e cosa si aspettano per il futuro.
Gladys Gutierrez ha combattuto contro il governo di Joaquín Balaguer con il marito Henry Segarra. Dopo che il suo coniuge sparì, fu esiliata a Parigi, Francia, e lì ha continuato il suo attivismo contra il governo. Come risultato è stata minacciata di morte molte volte, dopo che i suoi compagni sono stati uccisi.
Josefina Padilla è stata la prima candidata donna per la vicepresidenza Dominicana. Prima di ciò fu una delle più importanti attiviste nella opposizione alla dittatura di Rafael Leónidas Trujillo, personaggio che ha determinato la sua persecuzione e l'omicidio di suo marito 'Papito' Sánchez.
Tomasina Cabral fu brutalmente torturata durante il regime di Trujillo: è l'unica esempio conosciuto di donna che è stata sottoposta a questo tipo di abusi nelle carceri Dominicana a quell'epoca. Ha condiviso la sua permanenza in carcere con Minerva e Maria Teresa Mirabal, diventandone amica. Sina rivela come lei tratta con il passato, e come, nonostante quanto le è stato fatto, difende ancora i diritti umani.
Dedé Mirabal è la minore delle Sorelle Mirabal e l'unica sopravvissuta. Molti l'hanno descritta come "quella che ha vissuto per raccontare la storia". Non parla solo delle sue sorelle e della tragedia, ma racconta anche della propria vita. Racconta in modo appassionato e commovente quanto è successo prima e dopo la morte delle sue sorelle.
Mary Marranzini racconta il momento difficile in cui il figlio si ammalò di poliomielite e fu costretta a recarsi negli Stati Uniti per cercare cure adeguate. In seguito ha deciso di chiedere il sostegno a chiunque potesse contribuire a creare quello che oggi è l'Associazione Dominicana di Riabilitazione, che è attiva dal 1959.
Ivelisse Prats è stata la prima donna in America Latina ad essere eletta presidente di un partito. È un fiero membro del Partito Rivoluzionario Dominicano (PRD), tuttavia critica fortemente la corruzione che alcuni membri causano e consentono. Descrive, come tutte le altre, la propria vita familiare: la perdita della madre a 17 anni, il breve matrimonio poco dopo,  come si è ammalata di depressione, tubercolosi e anoressia nervosa a seguito di un lungo periodo di superlavoro e di fame in modo che i figli potessero mangiare.

## Produzione
Il progetto iniziale di Yildalina Tatem Brache era quello di scrivere un libro che descrivesse alcune delle figure femminili maggiormente rilevanti nella storia dominicana. Nel 2006, iniziò a selezionare dodici donne, cercando anche dei finanziamenti presso il presidente dell'Istituto Dominicano delle Telecomunicazioni, José Rafael Vargas, che suggerì, rispetto alla scrittura di un romanzo, di girare un film.